# Айша (фильм)
«А́йша» (англ. Aisha) — романтическая комедия 2010 года на языке хинди, срежиссированная Раджшри Оджха. Главные роли в фильме исполнили Сонам Капур и Абхай Деол. Это современная адаптация романа «Эмма» английской писательницы Джейн Остин. Комедия характеров базируется на классовом обществе в индийском городе Дели.

## Сюжет
Айша — девушка из богатой индийской семьи. В отсутствие какого-либо значимого занятия в жизни, она занимается сводничеством. Её шурин Арджун советует ей прекратить вмешиваться в жизни других людей, но девушка лишь невозмутимо отмахивается. Айша пытается свести свою простоватую знакомую Шефали с богатым простофилей Рандхиром, но последний без оглядки влюблён в саму Айшу. Позже Рандхир разочаровывается в Айше и влюбляется в её лучшую подругу Пинки, которая отвечает ему взаимностью. Потерпев неудачу с Рандхиром, Айша пытается свести Шефали с Дхрувом, который, хоть и проявляет интерес к самой Айше, в итоге предпочитает обеим девушкам делового партнёра Арджуна — красивую и успешную Арти. Тем временем, постоянно видя Арджуна и Арти вместе, Айша начинает понимать, что Арджун нравится ей самой, ведь он единственный, кто всегда её понимал и поддерживал несмотря ни на что. А Арджун, в свою очередь, давно любит Айшу.

## В ролях
- Сонам Капур — Айша Капур
- Абхай Деол — Арджун Бурман
- Амрита Пури[англ.] — Шефали Тхакур
- Сайрус Сахукар[англ.] — Рандхир Гамбир
- Айра Дубей[англ.] — Пинки Бос
- Арунодай Сингх[англ.] — Дхрув Сингх
- Лиза Хейдон — Арти Менон
- Ананд Тивари[англ.] — Саурабх Ламба
- Масуд Акхтар[англ.] — Сант Рам
- М. К. Райна[англ.] — мистер Капур, отец Айши
- Анурадха Пател[англ.] — Читра Канвар Сингх, тетя Айши

## Саундтрек
Саундтрек к фильму получил исключительную оценку критиков.
Атта Хан из Planet Bollywood написал: «Проще говоря, музыка „Айши“ очень крутая, яркая и веселая, она разнообразна и представляет собой чрезвычайно красочный и изобретательный саундтрек, который определяет музыку нового века, которую мы привыкли ассоциировать с Амитом Триведи». Раджа Сен из Rediff отметил: «что действительно выделяется в творчестве Триведи, так это вызывающее отсутствие внимания к словам… и все же дает нам очень приятный, очень молодой саундтрек с отчетливым голосом. Его музыка – по сути, ощущение его музыки – делает свое дело, и я рекомендую вам послушать его». Джогиндер Тутеджа из Bollywood Hungama сказал: «„Айша“ преподносит приятный сюрприз. Конечно, можно было ожидать здесь хорошего результата, но то, что можно услышать, — это полноценный альбом в стиле нью-эйдж, отличающийся от других, но в то же время очень привлекающий молодежь».
Все тексты написаны Джаведом Ахтаром, вся музыка написана Амитом Триведи.
| №  | Название                                         | Исполнитель                                                                   | Длительность |
| -- | ------------------------------------------------ | ----------------------------------------------------------------------------- | ------------ |
| 1. | «Suno Aisha»                                     | Амит Триведи, Аддит, Накаш Азих, Эш Кинг                                      | 4:19         |
| 2. | «Gal Mitthi Mitthi»                              | Точи Райна                                                                    | 4:15         |
| 3. | «Sham»                                           | Амит Триведи, Никхил Д'Соуза и Ньюман Пинто                                   | 4:44         |
| 4. | «Behke Behke»                                    | Анушка Манчанда, Самрат Каушал, Раман Махадеван, Роберт Омуло и Суман Сридхар | 3:43         |
| 5. | «Lehrein»                                        | Ануша Мани, Ньюман Пинто и Никхил Д'Соуза                                     | 4:50         |
| 6. | «By The Way»                                     | Анушка Манчанда, Ньюман Пинто                                                 | 3:31         |
| 7. | «Gal Mitthi Mitthi» (The Bombay Bounce Dhol Mix) | DJ Lloyd & Discreet                                                           | 4:01         |
| 8. | «Lehrein» (The Bombay Bounce Lounge Mix)         | DJ Lloyd & Discreet                                                           | 4:45         |